# 九四式対空一号無線機
九四式対空一号無線機（きゅうよんしきたいくういちごうむせんき）は大日本帝国陸軍が開発した対空用無線機である。通信距離1,000kmの遠距離通信用大型無線機であり、自動貨車3輌に搭載して運搬した。送信機能は電信のみである。

## 解説
対遠距離飛行機通信用として1931年（昭和6年）に研究を開始した。方針は主として短波を用いること、十四号無線電信機と対向して通信距離1,000kmを達成すること、自動貨車3輌で運搬することだった。1932年（昭和7年）、試作機を製造し研究試験を開始。概ね所期の性能を持つことが確認された。
- 1933年（昭和8年）1月、満州北部で冬期試験を実施。1,000km以内の二重通信を連日実施してもほとんど支障を来たすことはなかった。若干補修を加え、実用に達した。無線技術が進歩したことから研究方針を改め、第二次試作を行った。送信機の構造を堅牢化すること、周波数変更を容易にすること、真空管と水晶片の改良、送信調整の容易化が目指された。さらに受信機をスーパーヘテロダイン式に変更、電源の構造強化が方針で決定された。

- 1934年（昭和9年）12月、下志津陸軍飛行学校にて試験を実施、距離1,000km以内での対空通信に適すると判定された。

- 1935年（昭和10年）3月、兵器採用検査の実績から短期に製造可能と確認された。11月には陸軍航空本部に本無線機について意見を求め、仮制式制定の上申が認められた。12月、審査を終了し制定を上申した。

## 構成
全体は通信機、発電装置、空中線材料、付属品、材料からなる。通信機は送信装置と受信装置から構成される。
送信装置内容
- 送信機・発励機、拡大機、制御機で構成される。通信機能は電信のみ。周波数範囲は1,200から13,350キロサイクル毎秒。発励機は水晶制御または主発振によって電気振動を発振する。この電気振動は拡大機によって増強され、空中線に送出された。制御器は送信と電力を制御する。
- 付属品・電鍵、手入具など
- 予備品・交換用部品など
- 材料

受信装置内容
- 受信機・拡大と検波機能を持つ。周波数範囲は140から15,000キロサイクル毎秒。
- 付属品・話器、手入具
- 予備品・交換用部品

発電装置内容
- 発動発電機・発動機と直流発電機および渦流制動機を直結している。これは電動発電機に電力を供給した。電力は配電盤により制御される。
  - 発動機は竪型水冷式4気筒4行程、1,800回転時に出力30馬力
  - 直流発電機・定格出力は10キロワット、定格電圧は220ボルト、定格電流は45.5アンペア
  - 渦流制動機・4キロワットの負荷を吸収できた。
- 電動発電機・直流電動機と直流高圧発電機、直流低圧発電機を直結している。これらは発動電動機の電力を送信機用の電力へと変換した。電力は配電盤によって制御される。
  - 直流電動機・定格出力10馬力、定格電圧200ボルト、回転数は3000回転毎分。
  - 直流高圧発電機・定格出力5キロワット、定格電圧2,000ボルト、定格電流2.5アンペア
  - 直流低圧発電機・定格出力1キロワット、定格電圧12ボルト、定格電流83.5アンペア
- 付属品・配電盤、積載および卸下用の器具、余熱器
- 予備品・交換用部品

空中線材料内容
- 送信用空中線・長さ約35m。これは高さ12mの電柱2本に張られた。地線として同じ長さのワイヤー数本を地面に敷いた。
- 受信用空中線・長さ約20m。これは高さ10mの電柱2本に張られた。地線として同じ長さのワイヤー数本を地面に敷いた。
- 付属品・手入具、絶縁計と折り尺など、遠隔操縦用の操縦機、収納用の箱20個
- 材料・補修用品。